# Det hände i Skottland
Det hände i Skottland är en brittisk film från 1945 med manus och regi av Michael Powell och Emeric Pressburger. Filmen hade svensk premiär den 21 maj 1946.

## Handling
Joan Webster är en ung kvinna med stark vilja. Filmen inleds med att hon träffar sin far på en restaurang och där berättar att hon skall gifta sig med den förmögne Sir Robert Belling, bosatt på ön Kiloran i Hebriderna utanför den Skotska kusten. Men väl framme på ön Mull visar det sig att vädret är för dåligt för den sista etappen med båt till Kiloran, så hon får bo hos Catriona Potts. Där träffar hon en annan strandsatt resenär, Torquil MacNeil, en sjöofficer på några dagars permission, som också skall till Kiloran. I huset bor även falkeneraren överste Barnstaple.
Vädret är dåligt även följande dag. De bestämmer sig för att ta bussen till Tobermory. På vägen dit kommer de till resterna av slottet Moy, och Torquil berättar om en gammal förbannelse: Den dag herren till Kiloran (Laird) kliver över tröskeln till slottet skall han för evigt bindas till en och samma kvinna. Torquil berättar att det är han som är herre till Kiloran och vägrar gå över tröskeln. På postkontoret i Tobermory får de tag i en telefon och Joan kan ringa Sir Robert och berätta om dröjsmålet.
Ovädret fortsätter och det står klart att Torquil är intresserad av Joan. Men hon slits mellan sin plikt som blivande maka till Sir Robert och sitt eget växande intresse för Torquil. På ett diamantbröllop sjunger gästerna en gammal sång på gaeliska och Joan frågar vad texten betyder. Torquil svarar: Du är den rätta för mig.
Nästa dag är vädret lika dåligt och skepparen Finley Currie avråder Joan från att försöka göra båtresan över till Kiloran. Medan han åker till tandläkaren övertalar hon unga Kenny att göra ett försök; hon ger honom 20 pund som är den summa som krävs för att han och Curries dotter Bridie skall kunna gifta sig. Torquil får i sista stund kännedom om saken och försöker avråda henne. Men hon är envis och han bestämmer sig för att följa med i båten. Men ovädret förvärras, och båtens motor går sönder mitt ute i Corryvreckan och de håller på att hamna i en farlig malström. Men till slut får de igång motorn och kan återvända till Mull.
Dagen efter har ovädret försvunnit och Joan och Torquil tar farväl av varandra med en kyss. Torquil går förbi slottet Moy och bestämmer sig för att trotsa förbannelsen. Förbannelsen blir verklighet på en gång: När han kommer upp till tornet ser han tre säckpipeblåsare komma längs vägen, och bakom dem går Joan. Han springer ut igen, och Joan förklarar honom sin kärlek.

## Rollista
- Wendy Hiller - Joan Webster
- Roger Livesey - Torquil MacNeil
- George Carney - Herr Webster
- Pamela Brown - Catriona
- Walter Hudd - Jägare
- Ducan MacKechnie - Kapten på båten Lochinvar
- Ian Sadler - Iain
- Finley Currie - Ruairidh Mhor, skeppare
- Murdo Morrison - Kenny
- Margot Fitzsimmons - Bridie, dotter till Finley Currie
- C.W.R. Knight - Överste Barnstaple
- Norman Shelley - Robert Bellinger
- Petula Clark - Cheril